# Marneffe
Marneffe is een deelgemeente van de Belgische gemeente Burdinne, provincie Luik. Tot 1 januari 1977 was het een zelfstandige gemeente.

## Geografisch
Het dorp ligt in de vallei van de Burdinale en maakt deel uit van het Natuurpark van de Valleien van de Burdinale en de Mehaigne. De dorpskom ligt ten noorden van de rivier; op de zuidelijke valleiflank vindt men vooral bossen en uitgestrekte velden.

## Geschiedenis
In de omgeving van Marneffe werden bewoningssporen uit het neolithisch tijdperk aangetroffen. Een vondst uit de IJzertijd wordt nu in het Curtiusmuseum te Luik bewaard.
Tijdens het ancien régime maakte het dorp deel uit van het graafschap Moha, dat in het begin van de 13e eeuw volledig aan de bisschop van Luik werd afgestaan. Vanaf dat ogenblik werd Marneffe door de Bisschoppelijke Tafel bestuurd. In 1619 werd de heerlijkheid verpand aan Herman van Bourgondië, heer van Fallais, maar vijf jaar later kwam zij al opnieuw onder het beheer van de Bisschoppelijke Tafel. Een tweede verpanding, deze keer samen met het naburige Huccorgne, vond in 1718 plaats. De nieuwe heren, de familie de Berlaymont, behielden Marneffe tot aan de Franse Revolutie.
De parochie Marneffe werd voor het eerst vernoemd in een document uit 1230, toen de in het dorp geheven tienden werden afgestaan aan de Sint-Dionysiuscollegiale van Luik. Het begevingsrecht was in handen van de plaatselijke heer.
De thans verdwenen Sint-Remigiuskerk van Marneffe bevond zich ter hoogte van het oude kerkhof. Op 13 mei 1733 gaf kanunnik Henri-Léonard de Charles van de kathedraal van Luik zijn akkoord voor de herbouw van het kerkkoor. Maar ruim een eeuw later, in 1846, werd de kerk afgebroken en vervangen door het huidige, meer centraal in het dorp gelegen gebouw. Hoewel de nieuwe kerk aan de Onbevlekte Ontvangenis werd toegewijd, blijft Sint-Remigius de patroonheilige van Marneffe. Van oudsher is er in het dorp ook een grote devotie voor Sint-Gillis, die hier werd aangeroepen tegen stuipaanvallen bij kinderen. In het verleden kwamen op de feestdag van de heilige (1 september) de ouders van Marneffe met hun kinderen in processie naar de kerk, waar een hoogmis gecelebreerd werd. Ook nu nog worden de dorpskinderen jaarlijks op 1 september uitgenodigd om deel te nemen aan een speciaal voor hen opgedragen mis.
Het Concordaat van 15 juli 1801 hechtte Marneffe bij de parochie Oteppe-Vissoul aan, maar in de 19e eeuw werd de oorspronkelijke toestand weer hersteld.
Marneffe is traditioneel een landbouwdorp, maar ook de tertiaire sector is ruim vertegenwoordigd. Ongeveer één derde van de bewoners werkt buiten de dorpsgrenzen.

## Bezienswaardigheden
- Verspreid in het dorp staan enkele bezienswaardige 19e-eeuwse hoeves (rue Lambert Daxhelet 34a, 38, 39 & 40). Ook twee wegkapelletjes verdienen een omweg : de Sint-Annakapel, op de hoek van de rue Lambert Daxhelet met de route de Fumal (1824), en de in de jaren 30 van de 19e eeuw in de rue Saint-Pierre gebouwde Sint-Barbarakapel.

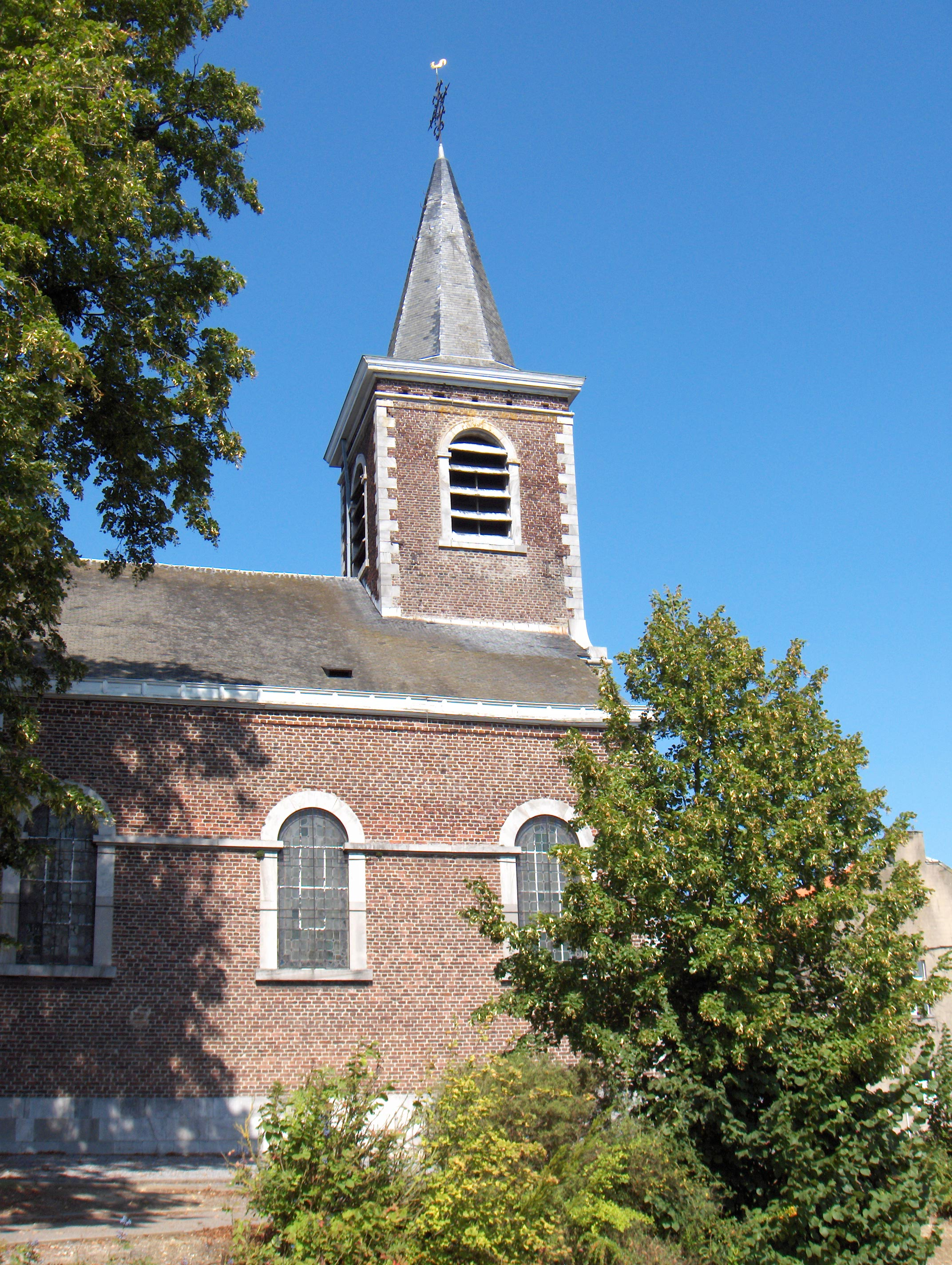
parochiekerk van de Onbevlekte Ontvangenis in Marneffe

- De Onze-Lieve-Vrouw Onbevlehkt Ontvangenkerk (Église de l'Immaculée Conception)  aan het Place Joseph Wauters is een driebeukige kerk met haar in het schip geïntegreerde toren, die dateert uit 1846 en werd gebouwd naar plannen van architect Lambert Ferrière. Het voor de bouw benodigde geld werd verzameld door een publieke inschrijving, maar het waren vooral baron Joseph-Marie van der Linden d'Hoogvorst (+1846) en gravin Marie-Thérèse d'Argenteau (1783-1859), eigenaars van de Kapelhoeve, die het leeuwendeel van de vereiste fondsen voor hun rekening namen. Hun wapenschilden werden dan ook in de voorgevel van de kerk ingemetseld. De ter hoogte van de sacristiedeur in de koorvloer ingewerkte stichtingssteen vermeldt eveneens de vrijgevigheid van de familie d'Hoogvorst. De kerk werd op 19 augustus 1851 door aartsbisschop-deken Charles-Joseph-Benoît de Mercy-Argenteau ingewijd.
- De Ferme de la Chapelle aan de Rue Lambert Daxhelet 33 is een 16e-eeuwse vierkantshoeve die tijdens het ancien régime een leen was van het Prinsbisdom Luik. Van hieruit verspreidde zich de familie De Ladrier, die zich later De Marneffe ging noemen. Deze laatste familienaam wordt op dit ogenblik gedragen door een duizendtal personen uit alle provincies van het land. Een van de schoorsteenmantels in het woonhuis van de hoeve wordt ondersteund door kariatiden en draagt de wapenschilden van Catherine de Marneffe en Jean Van der Linden.
- De Moulin de Marneffe aan de Rue de la Burdinale 92 is een bovenslagmolen op de Burdinale. Het huidige complex dateert uit de 18e en 19e eeuw, maar het bestaan van deze oude banmolen is bekend sinds de 13e eeuw. Na meer dan 650 jaar dienst, werd er in 1935 het laatste graan gemalen. De molen en zijn omgeving zijn als monument beschermd.
- De Pastorie aan de Ruelle Curé 10 is een uit baksteen en kalksteenblokken opgetrokken pastoorswoning die dateert uit het midden van de 19e eeuw.
- Het Château du Sart de Marneffe omvat een kasteel en domein van 40 ha, gebouwd rond 1850. In 1902 gekocht door Parijse Jezuïeten en uitgebreid om er een elitair Jezuïetencollege in te vestigen. Na de Eerste Wereldoorlog trokken de Jezuïeten terug naar Frankrijk en werden de gebouwen overgenomen door de Belgische staat en werd het een militaire middelbare school tot 1927. Daarna was het nog een tehuis voor personeel van de PTT. In 1931 vestigden er zich weer Spaanse Jezuïeten. In 1939 werden er Duitse joden op de vlucht geïnterneerd. Tussen 1941 en 1944 werd het een gevangenis voor veroordeelden met een lichte straf. Bij de Bevrijding werd het ingenomen door Amerikaanse troepen. Na de Tweede Wereldoorlog werd het opnieuw een gevangenis voor jongeren en vanaf 1964 ook voor volwassenen, die er in een tamelijk vrij regime ondergebracht zijn. Het is ook het opleidingscentrum voor de Franstalige cipiers (CPE Centre Ecole Pénitentiaire).

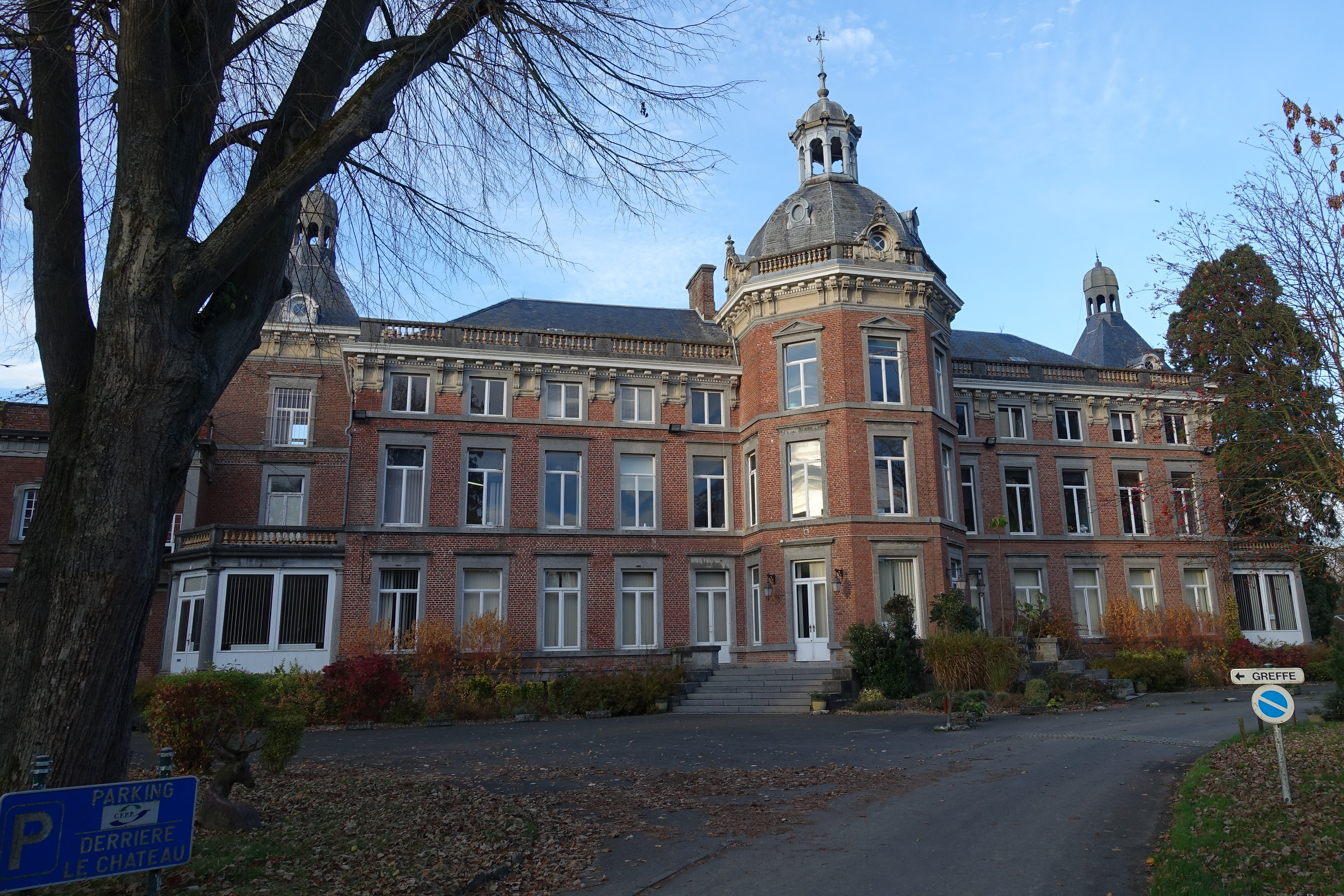
Kasteel du Sart - Penitentiair schoolcentrum (CPE)
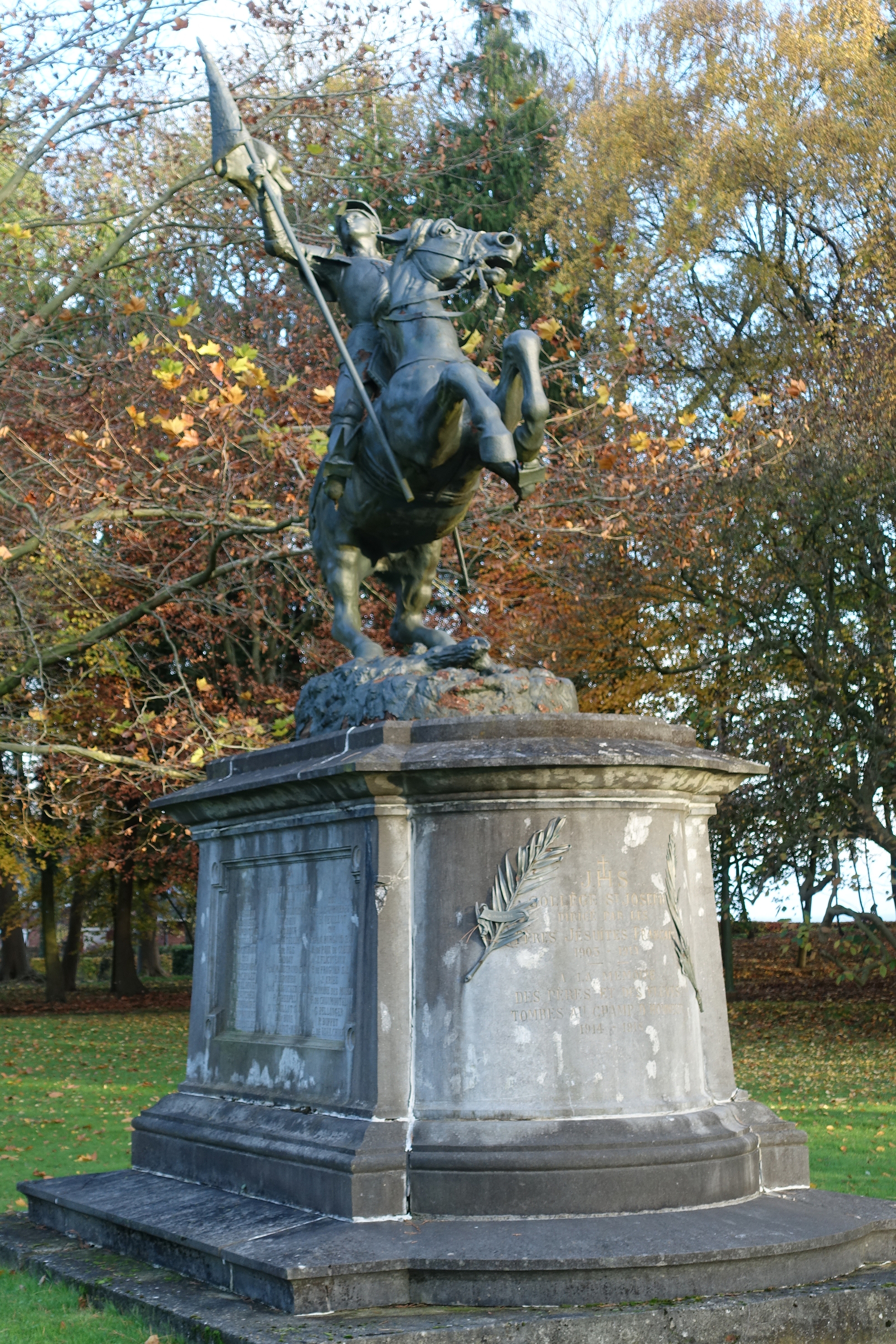
Jeanne d'Arc te paard bij Kasteel du Sart

## Natuur en landschap
Marneffe ligt aan de Burdinale. Langs de hellingen van het dal liggen bossen. De hoogte aan de kerk bedraagt 164 meter. 

## Demografische ontwikkeling
- Bronnen:NIS, Opm:1831 tot en met 1970=volkstellingen, 1976= inwoneraantal op 31 december

## Nabijgelegen kernen
Oteppe, Huccorgne, Fumal